# Steve Evets
Steve Evets, né Steven Murphy, est un acteur britannique né le 26 juillet 1959 à Salford (Angleterre).

## Biographie
Issu d'une famille d’ouvriers de Salford, Steve Murphy s'engage dans la marine marchande. Par la suite, il devient acteur et musicien, jouant notamment de la basse avec The Fall.
Il apparaît dans un épisode de Life on Mars (épisode 2, saison 2), dans le rôle de Richie « Les doigts de fée », un braqueur professionnel. En 2009, il partage l'affiche avec Éric Cantona dans Looking for Eric, réalisé par Ken Loach et en sélection officielle au festival de Cannes 2009, où il campe le rôle d'Eric Bishop, un postier de Manchester fan de football, dont les moments de détresse et les hallucinations lui permettent de parler avec « King Eric ».

## Anecdote
Il a choisi le pseudonyme « Evets », qui transforme son nom en palindrome.

## Filmographie

### Cinéma
- 2009 : Looking for Eric de Ken Loach
- 2011 : Brighton Rock de Rowan Joffé
- 2011 : Les Hauts de Hurlevent (Wuthering Heights) d'Andrea Arnold
- 2013 : Le Géant égoïste (The Selfish Giant) de Clio Barnard

### Télévision
- 2013 : In the Flesh de Dominic Mitchell
- 2015 : Meurtres au paradis : Une mort rock'n roll  (saison 4 épisode 5)  : Jim Smith
- 2016 : Inspecteur Barnaby : L'incident de Cooper Hill  (saison 18 épisode 2)  : Carter Faulkner
- 2017 : 2019 : Les Enquêtes de Vera: officier de police au service des personnes disparues George Wooten :
  - Une prison de terre  (saison 7 épisode 4) 
  - Un garçon solitaire  (saison 8 épisode 4) 
  - Une histoire ancienne  (saison 9 épisode 4)
- 2019 : Gentleman Jack : Mr Pickels : 
  - C'est comme ça que vous dites ?  (saison 1 épisode 3) 
  - La plupart des femmes sont ternes et stupides  (saison 1 épisode 4)